# 亞當·福紹
亞當·約翰·福紹（英語：Adam John Forshaw；1991年10月8日—）是一位英格蘭足球運動員，場上司职中場。現效力於英冠球隊布力般流浪。他也曾效力於埃弗顿等球隊。

## 外部連結
- 足球数据库：亞當·福紹的球员统计数据
- 亞當·福紹－UEFA國際賽競賽紀錄